# Dipteridaceae
Dipteridaceae är en familj av ormbunkar. Dipteridaceae ingår i ordningen Gleicheniales, klassen Polypodiopsida, fylumet kärlväxter och riket Plantae. Enligt Catalogue of Life omfattar familjen Dipteridaceae 11 arter. 
Kladogram enligt Catalogue of Life:
| Dipteridaceae | \| \| Cheiropleuria \| \| \| \| \| \| Dipteris \| \| \| \| |
|               | \| \| Cheiropleuria \| \| \| \| \| \| Dipteris \| \| \| \| |
|               | Gleicheniaceae                                             |
|               |                                                            |
|               | Matoniaceae                                                |
|               |                                                            |
|               | Cheiropleuria                                              |
|               |                                                            |
|               | Dipteris                                                   |
|               |                                                            |

|  | Cheiropleuria |
|  |               |
|  | Dipteris      |
|  |               |

## Bildgalleri

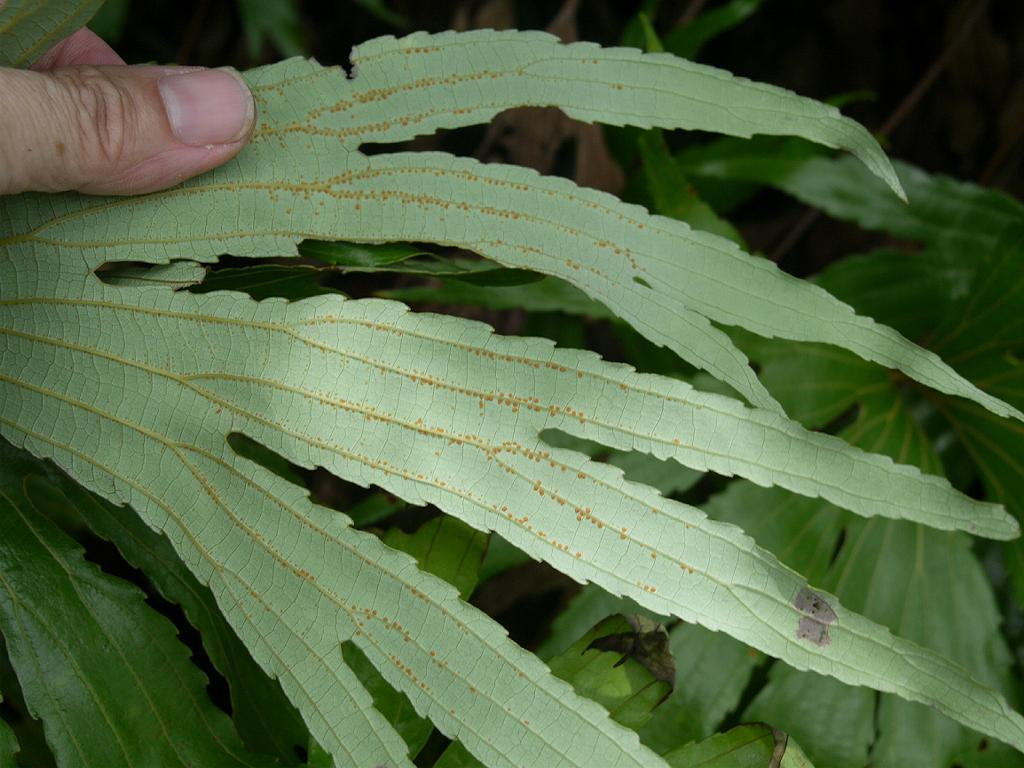
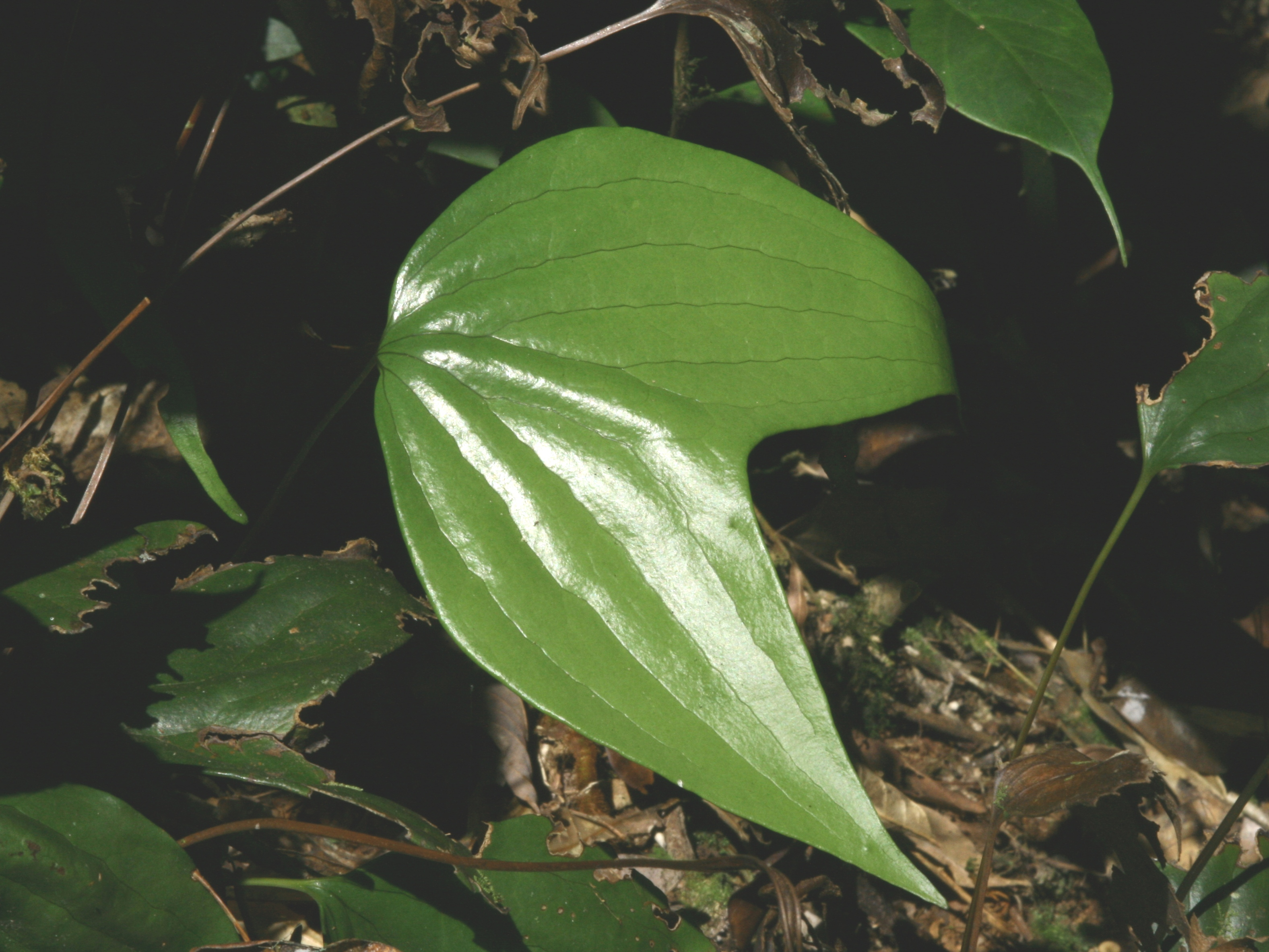
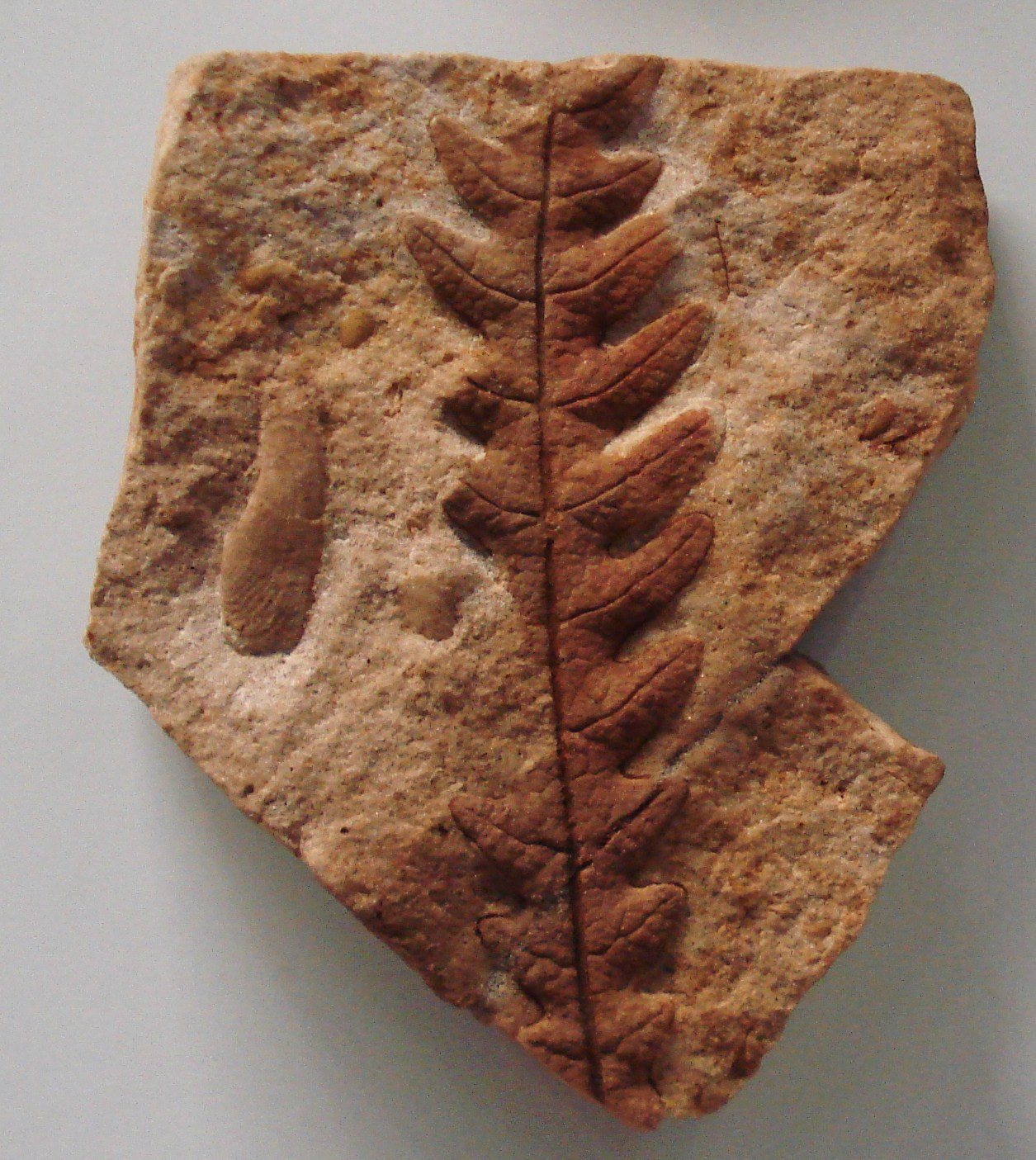
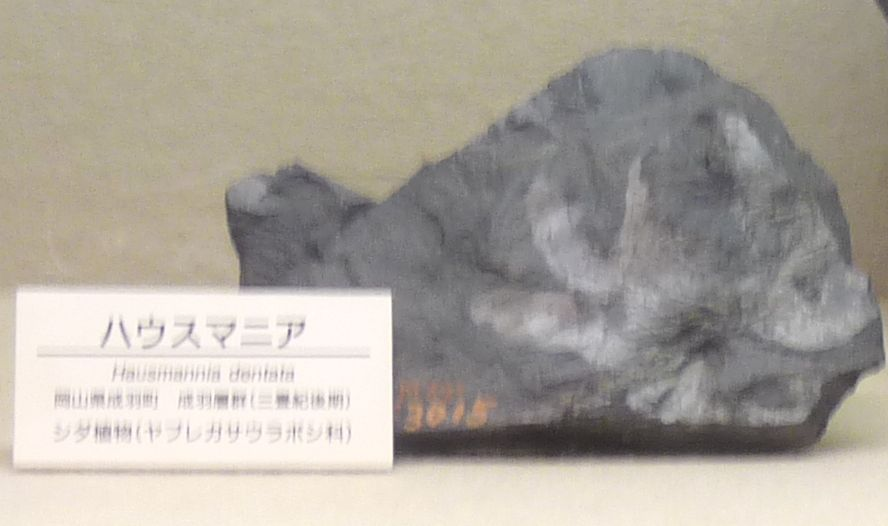